# Битка код Артемизија
Битка код Артемизија вођена је 11. августа 480. п. н. е., у исто време кад и Термопилска битка. Била је то тродневна поморска битка код рта Артемизиј, између савеза грчких градова и Персије. Та битка је део Грчко-персијских ратова.
Грци су располагали са 300, а Персијанци са 500 бродова. Артемизиј је северни рт на острву Еубеја.

## Позадина
Удружена грчка флота располагала је укупно са 333 ратна брода, од тога са 127 трирема (ратних бродова са 3 реда весала) из Атине и Платеје, 40 из Коринта итд. Атињани су били највештији у Грчкој у поморству и поморским биткама.
Ипак да би очували јединство флоте дозвољавају да флоту води Еурибијад из Спарте. Грци су планирали да пресретну персијске бродове на северу острва Еубеје.

## Први и други дан битке око Еубеје
Атински командант Темистокле је евакуисао становнике Еубеје. Персијанци су послали 200 бродова јужно од Еубеје. Хтели су Грцима затворити пролаз и ухватити их у клопку. Доушник открива Грцима тај план, па Грци шаљу флоту усусрет персијској флоти. Грци су имали мање бродова, али бродови су им имали јаче кљунове, па су тако лакше потапали персијске бродове. Грци победише и заробише 30 персијских бродова.
Персијска флота се повукла преко ноћи, настављајући да кружи око Еубеје. Захватило их је јако невреме и потопило 200 персијских бродова. Следећег дана долази још 59 грчких бродова, па уништише и неколико персијских извиђачких бродова.

## Велика битка
Трећег дана 11. августа 480. п. н. е. долази до велике битке код северног рта Еубеје Артемизија. Персијанци су имали више бродова и покушали су то искористити да ухвте у замку грчку флоту.
Заузели су полукружну борбену формацију, да би онемогућили грчким бродовима повлачење. У Битки побеђује Персија, a пола атинске флоте је уништено.

## После битке
После тога Грци сазнаше за Леонидину погибију у Термопилској бици, па су одлучили да се повуку јужно.
Темистокле је Грцима Јоњанима упућивао поруке да беже из персијске војске. Атињани са Темистоклом се повлаче на острво Саламину, да избегну заробљавање јер је пад Атине био неминован. Темистокле ће поново водити флоту у бици код Саламине.